# セッティマーナ・インテルナツィオナーレ・ディ・コッピ・エ・バルタリ
セッティマーナ・インテルナツィオナーレ・ディ・コッピ・エ・バルタリ (Settimana Internazionale di Coppi e Bartali) は、例年3月下旬、イタリア、エミリア＝ロマーニャ州で5日間にわたって行われる、自転車競技、ロードレースのステージレース。UCIヨーロッパツアー 2.1 カテゴリ。通称「コッピ・エ・バルタリ」。

## 概要
1984年から1997年まではセッティマーナ・チクリスティカ・インテルナツィオナーレ (Settimana Ciclistica Internazionale)、1999年と2000年はメモリアル・チェッキ・ゴリ (Memorial Cecchi Gori) という名称で行われた。
そして2001年より、前年の2000年に他界したジーノ・バルタリと、バルタリとの深い親交関係が有名だったファウスト・コッピの2人を讃える意味で、現在の名称に変更となった。
2005年以降は、UCIヨーロッパツアー 2.1 カテゴリのレースとして開催されている。イタリアで最も重要なステージレースの一つとされている。主催はグルッポ・スポルティーボ・エミリア。
2004年、2003年のレースでマルコ・パンターニが着用していた145番を欠番にした。このゼッケン番号はパンターニが2003年の第6ステージで2位に入り、生涯で最後の表彰台に上ったときにつけていたゼッケン番号だった。また2004年のレーススタート時には、パンターニを偲んで白い鳩の群れが放たれた。
2009年の第24回大会では、ステージ2勝し、最終ステージで2位を獲得したダミアーノ・クネゴが、2位のカデル・エヴァンスに24秒、3位のマッシモ・ジュンティに38秒の差をつけて総合優勝を果たした。クネゴにとってはジロ・デ・イタリア、エヴァンスにとってはツール・ド・フランスに向けて、コッピ・エ・バルタリが重要な役割を果たしたと両者は語っている。

## 歴代優勝者
| 年   | 優勝者                           |
| ---- | -------------------------------- |
| 1984 | モレノ・アルジェンティン         |
| 1985 | ローラン・フィニョン             |
| 1986 | ジュゼッペ・サロンニ             |
| 1987 | マウリツィオ・ロッシ             |
| 1988 | アドリアーノ・バッフィ           |
| 1989 | ブルーノ・レアーリ               |
| 1990 | ロルフ・セレンセン               |
| 1991 | フィル・アンダーソン             |
| 1992 | モレノ・アルジェンティン         |
| 1993 | ミケーレ・バルトーリ             |
| 1994 | ロドルフォ・マッシ               |
| 1995 | 開催なし                         |
| 1996 | ガブリエーレ・コロンボ           |
| 1997 | ロベルト・ペティーノ             |
| 1998 | 開催なし                         |
| 1999 | ロマーンス・ヴァインシュタインス |
| 2000 | パオロ・ベッティーニ             |
| 2001 | ルスラン・イヴァノフ             |
| 2002 | フランチェスコ・カーザグランデ   |
| 2003 | ミルコ・チェレスティーノ         |
| 2004 | ジュリアーノ・フィゲラス         |
| 2005 | フランコ・ペッリツォッティ       |
| 2006 | ダミアーノ・クネゴ               |
| 2007 | ミケーレ・スカルポーニ           |
| 2008 | カデル・エヴァンス               |
| 2009 | ダミアーノ・クネゴ               |

| 年   | 優勝者                   |
| ---- | ------------------------ |
| 2010 | イヴァン・サンタロミータ |
| 2011 | エマヌエーレ・セッラ     |
| 2012 | ヤン・バールタ           |
| 2013 | ディエゴ・ウリッシ       |
| 2014 | ピーター・ケノー         |
| 2015 | ルイ・メインティース     |
| 2016 | セルゲイ・フィルサノフ   |
| 2017 | リリアン・カルメジャーヌ |
| 2018 | ディエゴ・ローザ         |
| 2019 | ルーカス・ハミルトン     |
| 2020 | ジョナタン・ナルバエス   |
| 2021 | ヨナス・ヴィンゲゴー     |
| 2022 | エディ・ダンバー         |
| 2023 | マウロ・シュミット       |
| 2024 | クーン・ボーマン         |
| 2025 | ベン・トゥレット         |